# Оливер (Џорџија)
Оливер (Џорџија) (енгл. Oliver) град је у америчкој савезној држави Џорџија. По попису становништва из 2010. у њему је живело 239 становника.

## Демографија
Према попису становништва из 2010. у граду је живело 239 становника, што је 14 (5,5%) становника мање него 2000. године.
| Група             | 2000.       | 2010.       |
| Белци             | 115 (45,5%) | 108 (45,2%) |
| Афроамериканци    | 128 (50,6%) | 128 (53,6%) |
| Азијати           | 1 (0,4%)    | 0 (0,0%)    |
| Хиспаноамериканци | 7 (2,8%)    | 2 (0,8%)    |
| Укупно            | 253         | 239         |